# 廣東信託銀行
廣東信託商業銀行（簡稱廣託）是香港一間已結業的華資銀行。

## 歷史
1931年廣託已在香港註冊成立，最初大股東是廣東空軍司令黃光銳，但只是員工不到十人的紙殼公司。1950年代，初由旅居美國加州華僑陳伯興（Chan Bock Hing）接手才大肆擴張。
1950年代後期，各華資銀行積極爭取存款，當時的香港人對存款到銀行仍未廣泛接受。廣東信託銀行率先接受存戶以港幣1元開設儲蓄戶口，以鼓勵客戶存款。
1961年1月，上水分行開幕，是上水早期設立的銀行分行。此時廣託已開設了廿七家分行。
1965年，香港發生銀行擠提事件，廣東信託銀行被擠提，令不少大建築公司亦受累而倒閉。儘管香港上海滙豐銀行願意向廣東信託商業銀行貸款2500萬港元，讓它渡過難關，不過，廣東信託商業銀行最終因擠提而倒閉。
1969年陳伯興和銀行兩高層李蔭南及岑祥光被控訛騙，審訊歷時四個月，最終六十多歲的李及岑分别被判監兩年及十八個月，陳氏則因為已年近八旬，法官體諒年事已高只判罰七萬五千元。銀行清盤後，延至1977年才收回存款。